# ゲームボーイアドバンスSP
ゲームボーイアドバンスSP（ゲームボーイアドバンスエスピー、GAME BOY ADVANCE SP）は、任天堂が2003年2月14日に発売した携帯型ゲーム機。ゲームボーイアドバンスの上位機種として位置付けられている。略称は「GBASP」。
任天堂公式の携帯型ゲーム機として、ゲームボーイ・ゲームボーイカラーカートリッジに対応した最後の機種である。
基本的な性能はゲームボーイアドバンス
と変わっていないが、フロントライト液晶になったり、乾電池からリチウムイオンバッテリーになったり、折り畳み化で携帯性向上と便利だが、イヤホンジャックがついておらず、充電コードを挿す所に変換ケーブルを介して繋がなければならなかったり、ゲームボーイカートリッジを使うと下にはみ出すため少し煩わしいのが欠点である。
未だに根強い人気があり、中古価格はゲームボーイアドバンスと共に年々高騰している。
ゲームボーイアドバンス、ゲームボーイミクロと同様に、すでに生産終了となっており、2012年には本体の公式修理サポートも終了している。

## ハードウェア

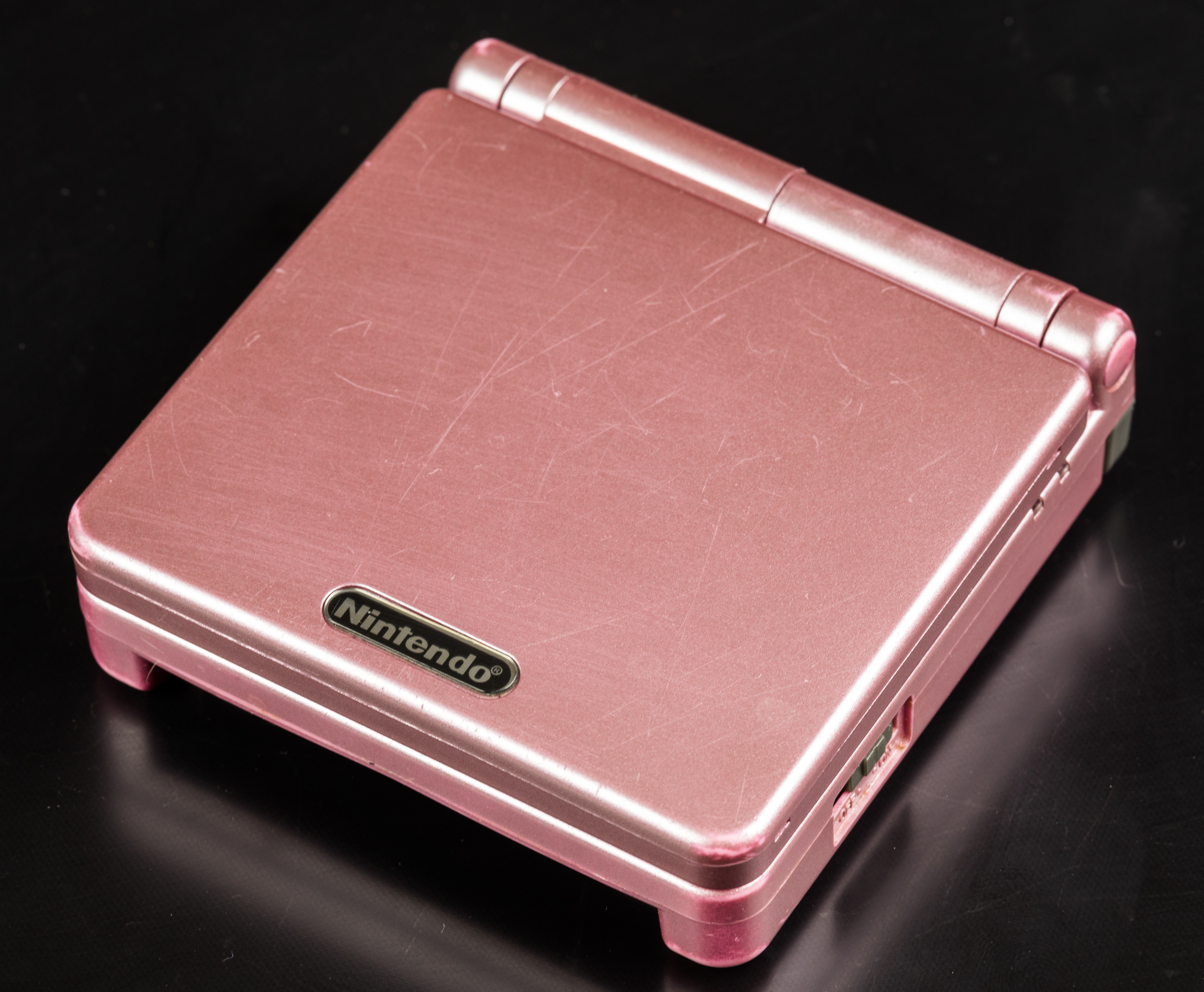
閉じた状態

従来機であるゲームボーイアドバンスから変更・継承された点は以下の通り。
フロントライト
液晶がフロントライト付き反射型TFTカラー液晶となり、周囲が暗い所でも画面が見やすくなった。
バックライト（北米発売版）
液晶が透過型TFTカラー液晶となり、周囲が暗い所でも画面が見やすくなった。
折りたたみ式
本体を折りたたみ型として携帯性と液晶保護性能を高めた。
充電池内蔵
ゲームボーイシリーズとして乾電池ではなく、初めて充電式のリチウムイオン二次電池が採用された。
取扱説明書に交換方法が記載されており、リチウムイオン電池は任天堂公式サイトおよび任天堂から直接、交換部品として購入することができる。
約3時間の充電で、通常は10時間、フロントライトを切ると18時間の稼動が可能である。フロントライトは初期型ゲームボーイアドバンスでは消費電力の問題を解決できず見送られたが、この頃より爆発的な普及を見せ始めた携帯電話の影響で二次電池の性能が飛躍的に向上、カラー画面でフロントライト使用時の消費電力に耐えうるものが登場したため搭載が実現した。このため、シリーズ機の中で重量はもっとも重い。
電源・充電ランプ
電源ランプに加えて新たに充電ランプが追加され、位置も電源スイッチの上側に変更された。
互換性
ゲームボーイ/ゲームボーイカラー/ゲームボーイアドバンスのゲームがプレイ可能である。
ただし、カートリッジスロットが下方向から挿す形に変更されているため、『コロコロカービィ』等のゲームボーイカラーの傾きセンサー内蔵カートリッジを使用したゲームについては正常なプレイが期待できない。
一方、ゲームボーイアドバンス用ソフトで傾きセンサーを使用している『コロコロパズル ハッピィパネッチュ!』では、オプション画面で特定のコマンドを入れる事により対応可。なおこれが販売された後に発売された『ヨッシーの万有引力』はゲーム起動時に本体がどちらであるかを指定、『まわるメイドインワリオ』は本体の回転を検知するタイプのセンサーのため完全対応である。
また、カードeリーダー+の使用時は、通信ケーブルはリーダーの通信ポートではなく本体の通信ポートにケーブルを接続する必要がある。
ヘッドホン端子の削除
拡張コネクタは2つに増えており、新設のコネクタに別売りの変換プラグを使用することでヘッドホンを使用することが可能。なお、この端子は付属のACアダプタと兼用である。ゲームボーイアドバンスからある端子も引き続き存在する。ちなみに、ゲームキューブとの通信や無線通信使用時にはGBAケーブルおよびワイヤレスアダプタによりコネクタが隠されてしまうため、ヘッドホンやACアダプタは使用できない。

### 仕様
公式サイトも参照。
- CPU：32ビットCPU (ARM7TDMI16.78MHz) と8ビットCPU（カスタムZ80、4.2/8.4MHz）のデュアル構成[3]。動作モードによる排他使用。
- RAM：32kバイト（CPU内部メモリ） [3]
- WRAM：256kバイト（CPU外部メモリ）
- VRAM：96kバイト（CPU内部メモリ）
- 表示画素数：240×160ドット
  - ゲームボーイカラー以前のソフト（160ドット×144ライン）では周囲に空白が出来るが、LRボタンを押すことで横長に拡大表示することも可能。
- 表示色数：32768色
- 2.9インチ反射型TFTカラー液晶を搭載。
- サウンド：アナログ（パルス波2ch+波形メモリ1ch+ノイズ1chの音源、従来機と同様）＋デジタル（PCM（ PWM・ソフトウェアPCM多チャンネル合成 ） ）2ch
- サウンド出力：スピーカー（モノラル）、ヘッドホン端子（ステレオ）
- 寸法：84.6mm×82mm×24.3mm（折りたたみ時）
- 電源：内蔵リチウムイオンバッテリー、付属ACアダプタ、パワーマネジメント機能搭載

## 本体
2003年2月14日発売時のオリジナルカラーは3種類。2003年8月21日。任天堂はゲームボーイアドバンスSPの"パールブルー"と"パールピンク"の2色をオリジナルカラーに追加することを発表した。型番はAGS-001。価格は発売当時は12,500円（税別）で2004年9月16日に価格改定され9,800円となった。

### カラーバリエーション

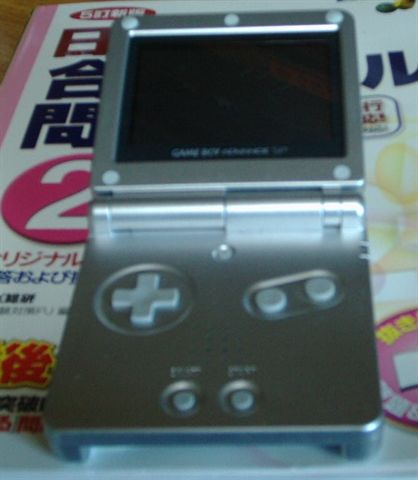
プラチナシルバー
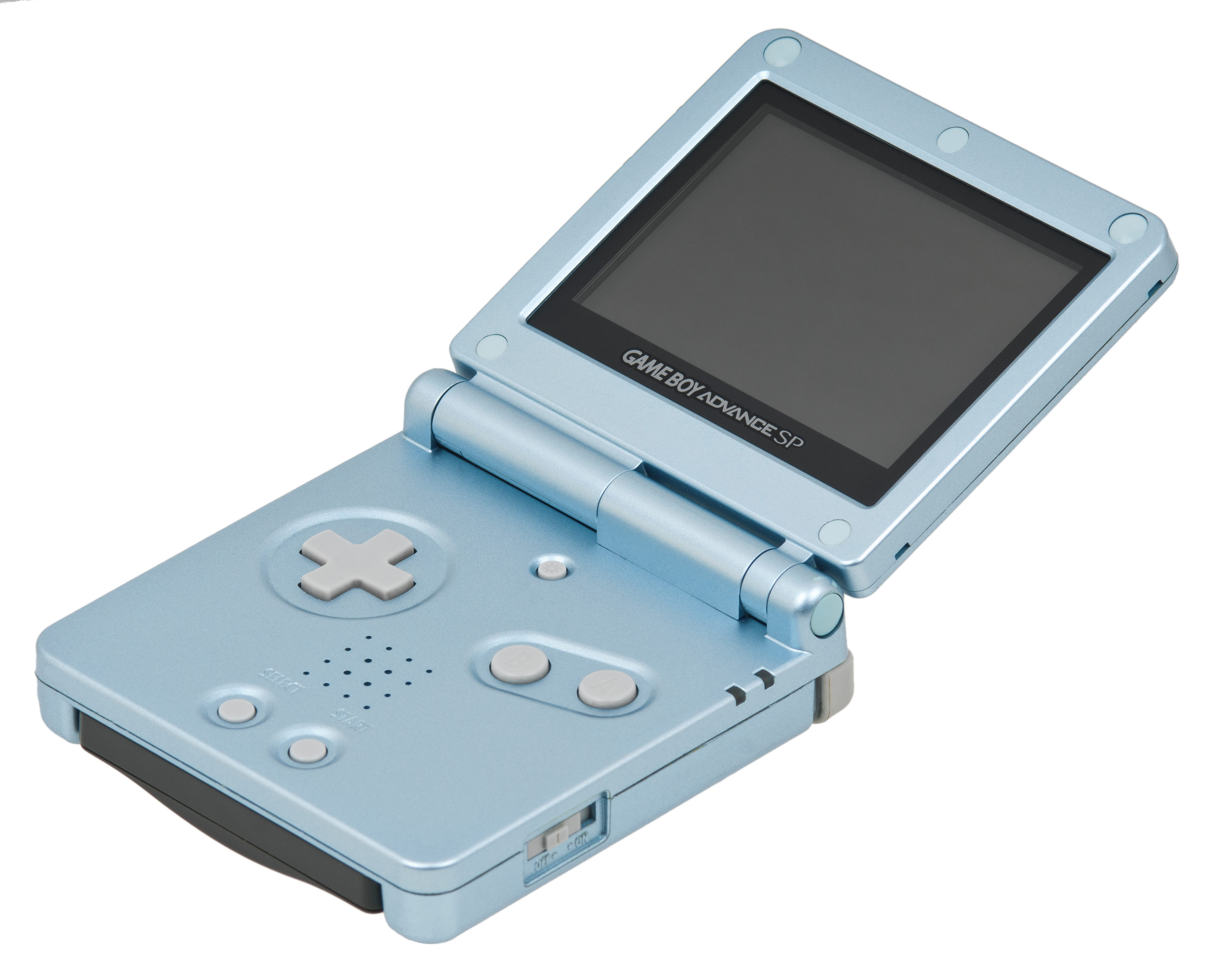
パールブルー
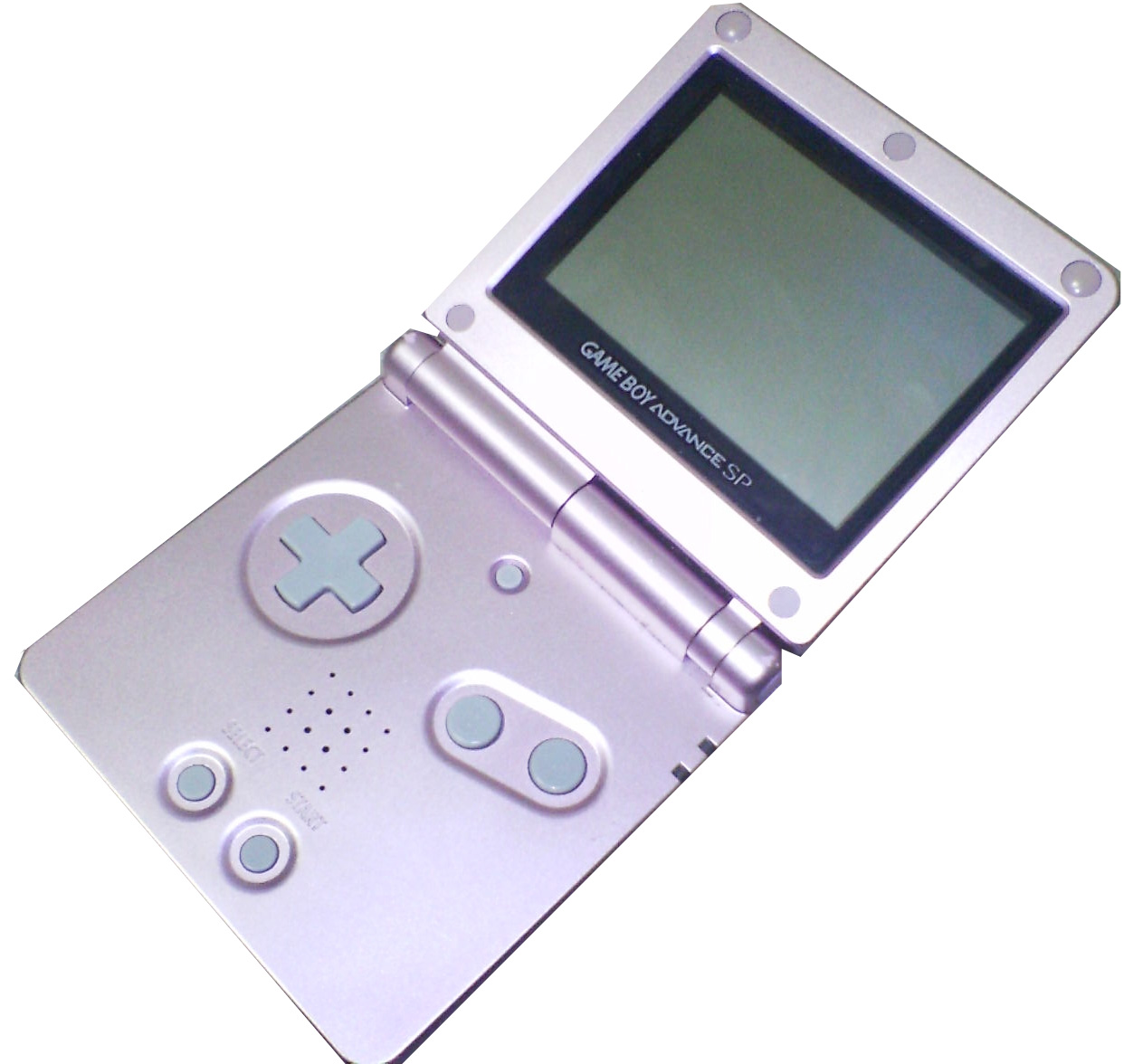
パールピンク

オリジナルカラー
プラチナシルバー（2003年2月14日 - ）
アズライトブルー（2003年2月14日 - ）
オニキスブラック（2003年2月14日 - ）
パールブルー（2003年9月5日 - ）
パールピンク（2003年9月5日 - ）
ファミコンカラー（2004年2月14日 - 2004年夏頃）
トイザらスオリジナルカラー
スターライトゴールド（2003年10月9日 - ）
パールグリーン（2004年11月18日 - ）
ポケモンセンターオリジナルモデル
アチャモオレンジ（2003年4月25日 - ）
リザードンエディション（2004年2月27日 - ）
フシギバナエディション（2004年2月27日 - ）
レックウザエディション（2004年9月16日 - ）
ピカチュウエディション（2005年3月5日 - ）
ポケモンセンターNYオリジナルモデル
カイオーガエディション（2003年12月11日 - ）
グラードンエディション（2003年12月11日 - ）
- プラチナシルバー
- パールブルー
- パールピンク

### 限定品
ゲームソフト同梱限定モデル
パールホワイトエディション（ファイナルファンタジータクティクスアドバンス）（2003年2月14日 - ）
ジャンゴレッド&ブラック（ボクらの太陽）（2003年7月17日 - ）
マナブルーエディション（新約 聖剣伝説）（2003年8月29日 - ）
シャア専用カラー（SDガンダムGジェネレーションアドバンス）（2003年11月27日 - ）
ロックマンブルー（ロックマンエグゼ4）（2003年12月12日-）
ナルトオレンジ（NARUTO -ナルト- ナルトRPG〜受けつがれし火の意志〜）（2004年7月22日 - ）
キングダムディープシルバーエディション（キングダム ハーツ チェイン オブ メモリーズ）（2004年11月11日 - ）
キャンペーン限定モデル
ファミコン生誕20周年モデル（TSUTAYA・任天堂2003年夏のキャンペーン）
ドンキーコング・バナナカラー（ドンキーサマーキャンペーン）

### 海外版
日本でゲームボーイミクロが発売（2005年9月13日）された頃、米国では画面がバックライト液晶に改良されたものが出荷されている（定価は据え置き）。型番はAGS-101。
明るさはニンテンドーDS以上で、ゲームボーイミクロと同等となったうえ、前述の色味の変化も解消されたため、旧型に比べ非常に見やすいとされている。しかし、ディスプレイのリフレッシュレートが低く、ややちらつきが気になることと液晶の発色が濃い目で派手目のセッティングになっていると言われている。バックライトの明るさは2段階で、暗めの設定にした場合約13時間使用可能。
2009年6月時点で生産は終了した。
カラーはグラファイトとパールブルーの2つのカラーで販売されており、それらには箱に「Now with a BRIGHTER backlit screen!」と書かれているために容易に判別が可能となっている。
日本国外限定モデル
フレイムレッド
コバルトブルー
ゲームボーイ14周年プラチナ/オニキス（アメリカ、カナダ）
オールブラックススペシャルエディション（ニュージーランド、オーストラリア）
リップカールスペシャルエディション（オーストラリア）
クラシックNESエディション（アメリカ）
トライバルエディション（ヨーロッパ）
中国龍（スーパーマリオアドバンス及び、ワリオランドアドバンス）（中国）
パール（カナダ）
マリオエディション（マリオvs.ドンキーコング）（ヨーロッパ）
ゼルダエディション（ゼルダの伝説 ふしぎのぼうし）（ヨーロッパ）
ライム/オレンジ（アメリカ）
サーフブルー（アメリカ、カナダ）
Who are you? エディション（アメリカ）
ガールズエディション（スペイン）
TARGET,ZELLERS限定ライム（スーパードンキーコング）（アメリカ、カナダ）
任天堂明星07 マリオバージョン・ドンキーコングバージョン（中国）

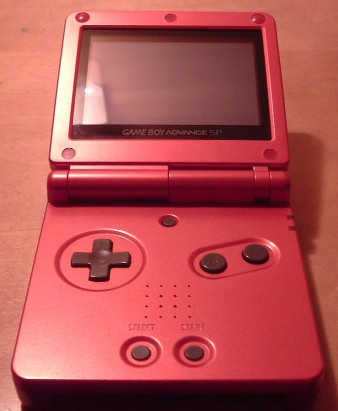
フレイムレッド
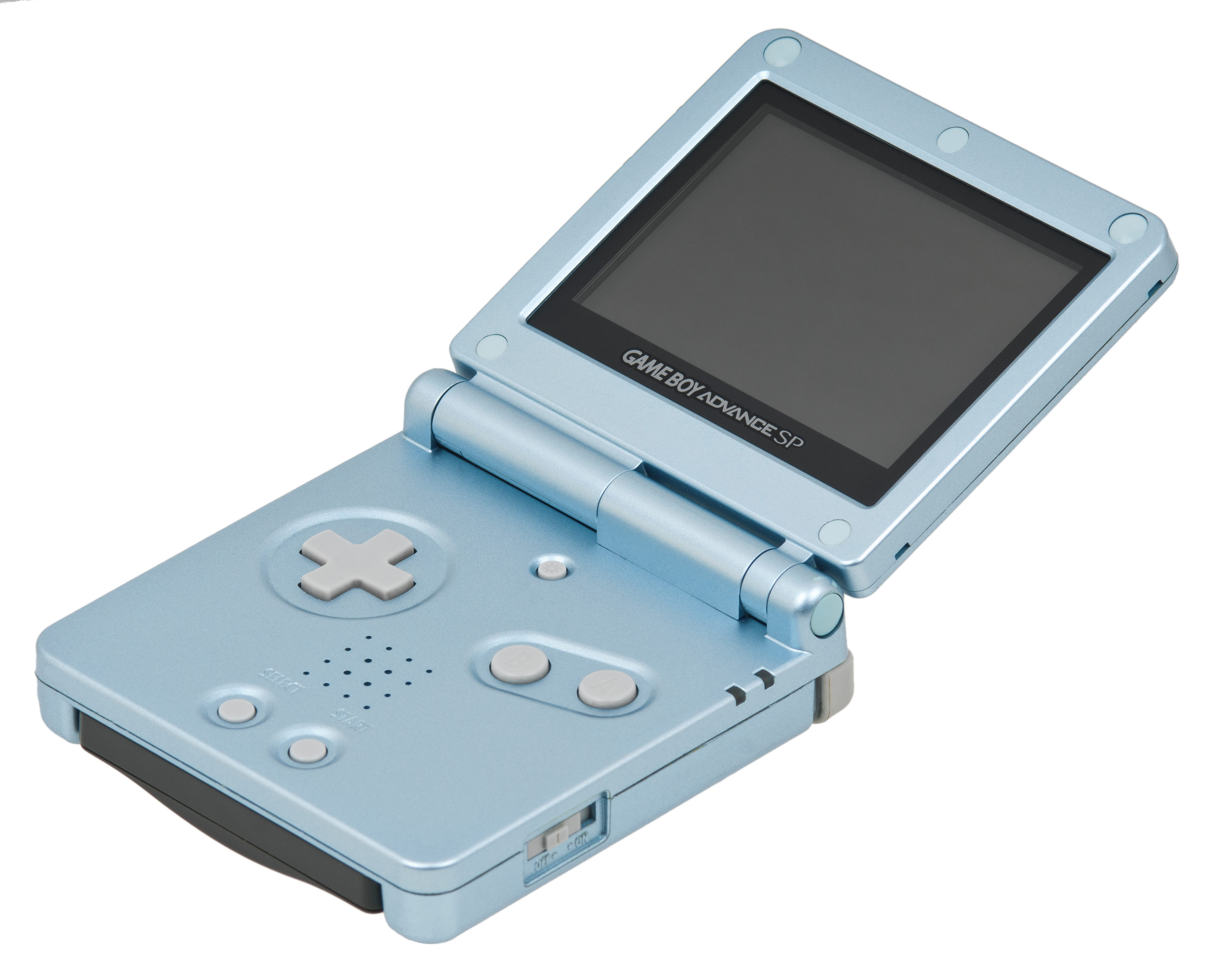
パールブルー（AGS-101 バックライトモデル）
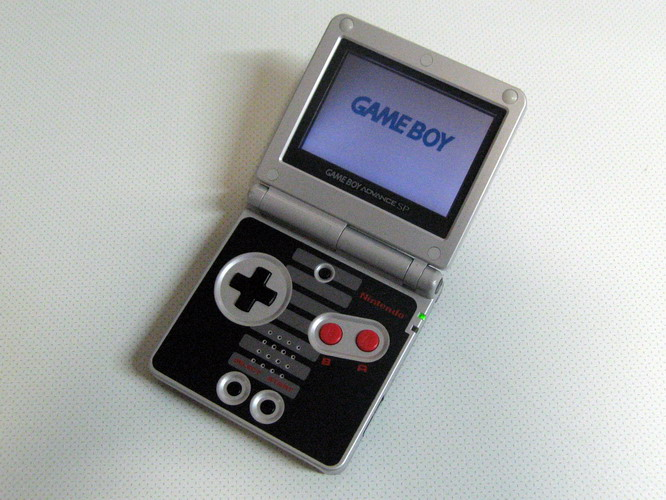
クラシックNESエディション
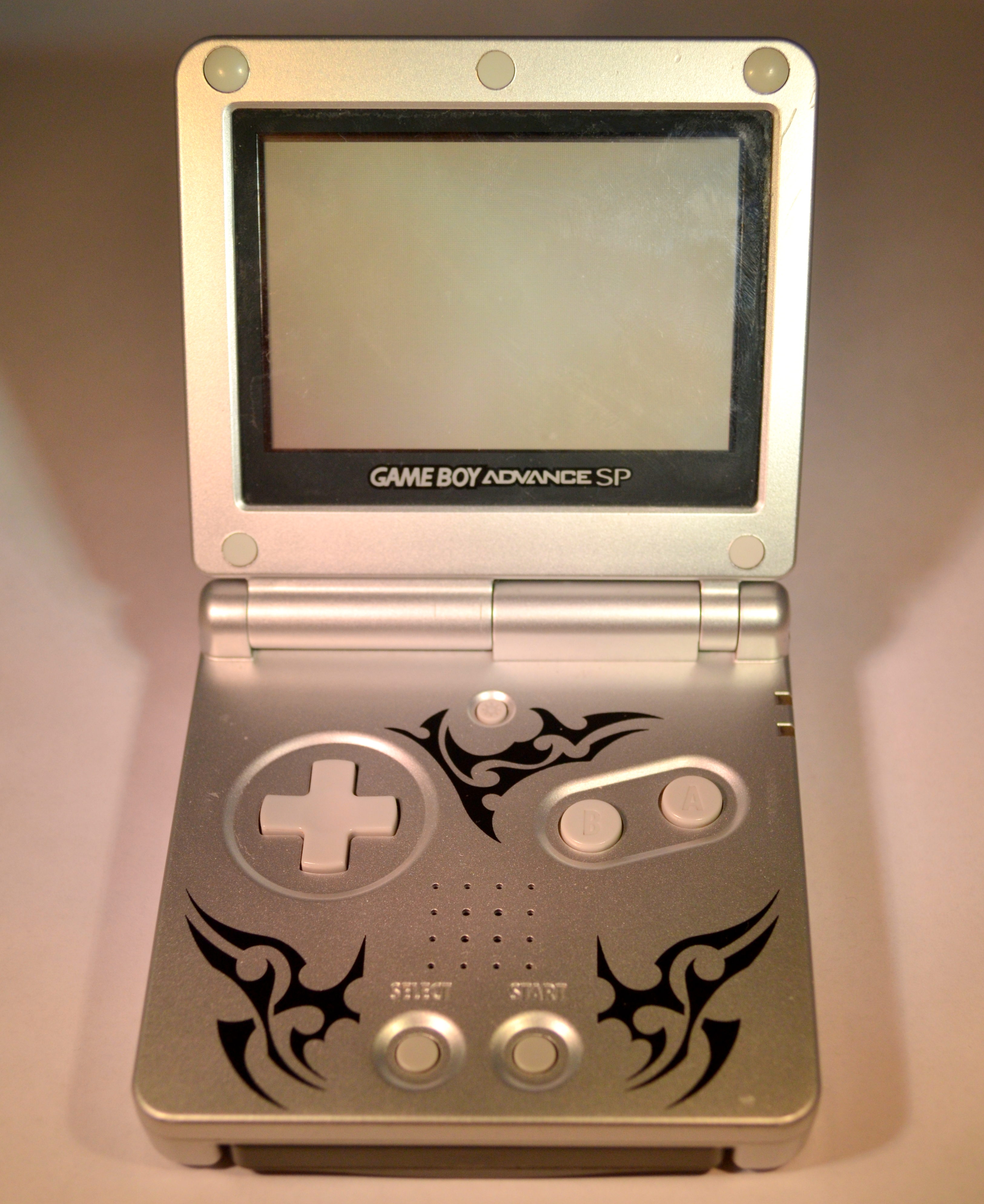
トライバルエディション
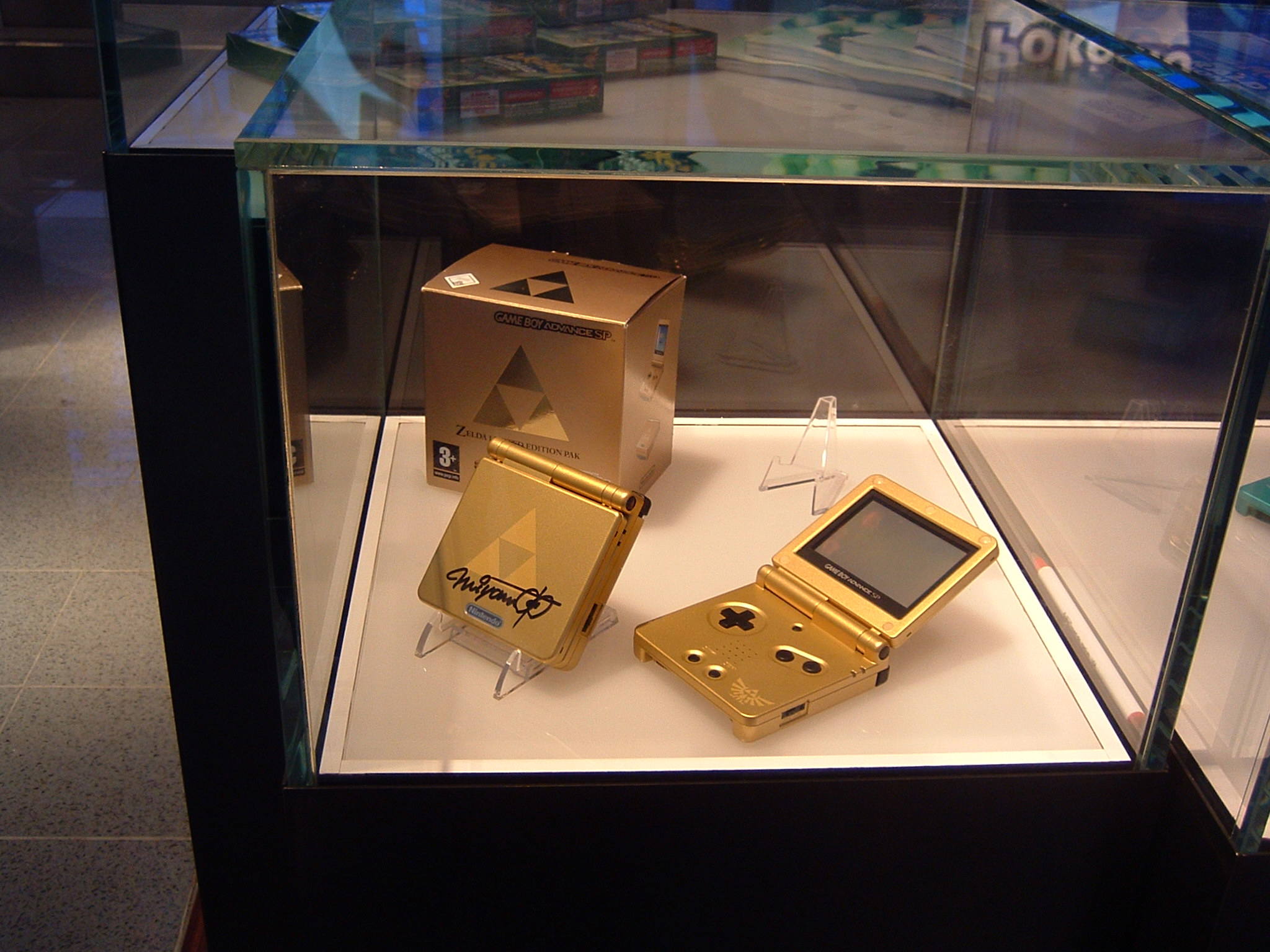
ゼルダエディション

## 周辺機器

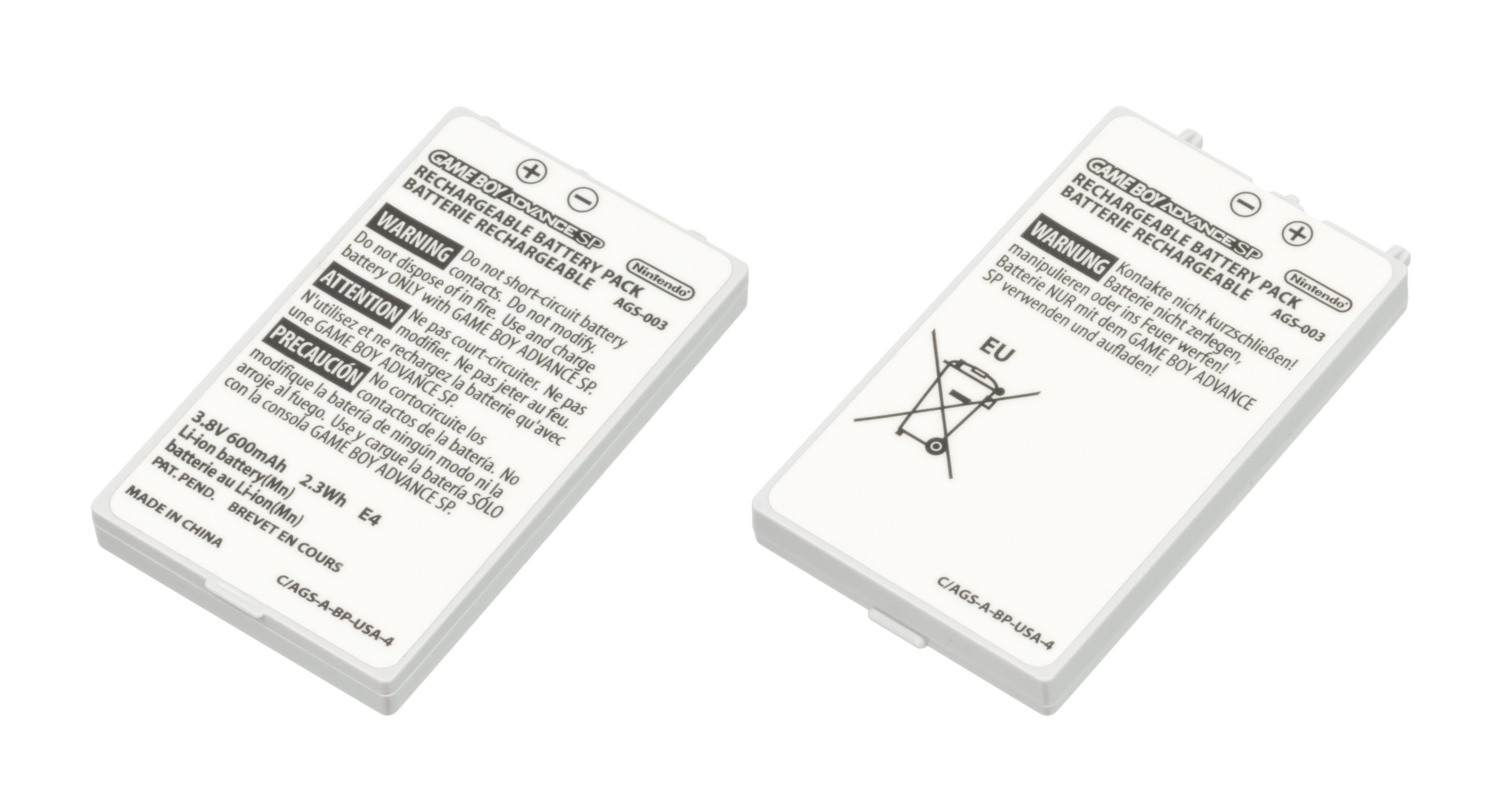
バッテリーパック（AGS-003）
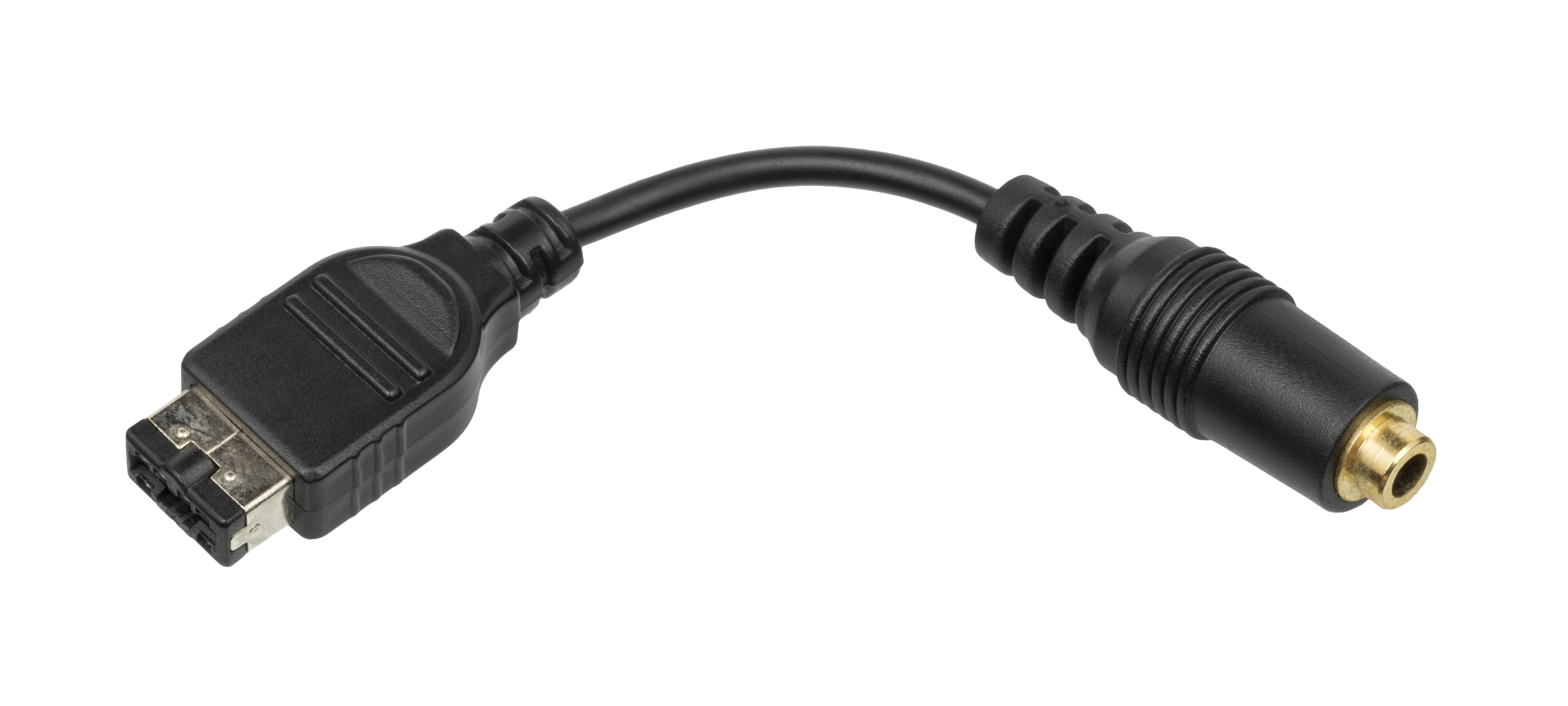
ヘッドホン変換プラグ（AGS-004）

本機で使用できる周辺機器は以下の通り。本機用に発売された周辺機器の型番はAGS。
| 型番    | 名称                                         | 価格    | 備考 |
| ------- | -------------------------------------------- | ------- | --- |
| AGS-002 | ACアダプタ                                   | 1,500円 | 本体同梱。 |
| AGS-003 | バッテリーパック                             | 2,100円 | 本体内蔵。 SP専用                                                                                                 |
| AGS-004 | ヘッドホン変換プラグ                         | 500円   | SP・DS兼用 |
| AGS-005 | ステレオヘッドホン                           |         | DS用ソフト「 エレクトロプランクトン」に同梱。使用にはヘッドホン変換プラグ（AGS-004）が必要。                      |
| AGS-006 | プレイやん PLAY-YAN micro                    | 5,000円 | SP・ミクロ・DS兼用                                                                                                |
| AGB-005 | 通信ケーブル                                 | 1,400円 | GBAソフト専用 |
| AGB-015 | ゲームボーイアドバンス専用ワイヤレスアダプタ | 2,000円 | 無線通信により通信ケーブル無しでの通信プレイが可能。 対応ソフトで通信ケーブルの代用としても使用できる。           |
| OXY-009 | ゲームボーイミクロ専用 変換コネクタ          | 762円   | ゲームボーイミクロ本体と本機を接続する場合に、別売のゲームボーイミクロ専用通信ケーブル（OXY-008）とセットで使用。 |
| CGB-003 | 通信ケーブル                                 | 1,500円 | ゲームボーイ・ゲームボーイ＆カラー共通・ゲームボーイカラー専用カートリッジ使用時のみ使用可。                      |
| DMG-02  | ステレオヘッドホン                           | 1,000円 | イヤホン端子に接続して使用。使用にはヘッドホン変換プラグ（AGS-004）が必要。                                       |
| DMG-04A | 通信ケーブル                                 | 1,500円 | 2台の本体（それぞれソフトも必要）を接続して通信プレイが可能。使用には変換アダプタ（MGB-004）が必要。              |
| DMG-08  | クリーニングキット                           | 800円   | |
| MGB-004 | 変換コネクタ                                 | 800円   | ゲームボーイ・ゲームボーイ＆カラー共通・ゲームボーイカラー専用カートリッジ使用時のみ使用可。                      |
| MGB-006 | ポケットカメラ                               | 5,800円 | モノクロの簡易型デジタルカメラ。ゲームボーイポケット用の周辺機器だが、本機でも使用可能。                          |
| DOL-011 | GBAケーブル                                  |         | ニンテンドー ゲームキューブとの接続に使用。                                                                       |
| RVL-020 | SDメモリーカード 512MB                       |         | 市販されているSDメモリーカードと機能は同じである。プレイやんで使用できる。本来はWiiの周辺機器。                   |

## CM
ナレーターが「画面が明るくなり暗いところでもプレイOK」「充電式になり電池いらず」「全てのゲームボーイアドバンスが遊べる」とアピールするものだった。

## 反響
本機のデザインは大人も対象にした澄ました点や、ポータブル機としての機能のシンプルさが評価され、2003年度のグッドデザイン賞を受賞している。

### その他
また、このゲーム機はピクミン4に「進歩の原石」というお宝として登場する。